# بانا ويف
بانا ويف أو تسمى أيضا مختبر بانا ويف وباليابانية パナウェーブ研究所 وتعني Pana-Wave Laboratory وهي طائفة ظهرت في اليابان. ويقدر عدد أعضائها إلى 1200 شخص.

## البداية
كانت بداية تأسس طائفة بانا ويف على يد مجموعة تسمى تشينو هوكاي 千乃正法会 أو معناها بالعربية القانون الحقيقي لتيشينو وهي تضم مجموعة من الأفكار المسيحية والبوذية ومذهب العصر الجديد وكان ذلك في عام 1977 في منطقة شوبيا بطوكيو.
في منتصف عام 1980، طائفة تدعى بالخيالات العلمية حذرت من الموجات الكهرومغناطيسية وأن لها آثار شريرة على الإنسان وعلى البيئة.

## حادثة عام 2003
بعد حادثة ظهور الفقمة تاما الشهيرة بنهر تاماقاوا في طوكيو وبعد ذلك اختفائها من النهر، ظهرت طائفة بانا ويف بقوة بعد أن ادعت أن اختفاء الفقمة ماهو إلا بسبب تداعيات الموجات الكهرومغناطيسية وأن عليهم حماية الفقمة حتى عودتها إلى القارة المتجمدة. كذلك اعدت أنه في 15 من مايو 2003 ستقلب أقطاب الكرة الأرضية مما سيسبب إلى حدوث زلازل وموجات مائية عاتية (تسونامي) إلى ظهر الكرة الأرضية.